# Mundys Corner
Mundys Corner es un lugar designado por el censo ubicado en el condado de Cambria en el estado estadounidense de Pensilvania. En el Censo de 2010 tenía una población de 1651 habitantes y una densidad poblacional de 163,62 personas por km².

## Geografía
Mundys Corner se encuentra ubicado en las coordenadas 40°26′36″N 78°49′57″O / 40.44333, -78.83250. Según la Oficina del Censo de los Estados Unidos, Mundys Corner tiene una superficie total de 16.24 km², de la cual 16.24 km² corresponden a tierra firme y (0%) 0 km² es agua.

## Demografía
Según el censo de 2010, había 1651 personas residiendo en Mundys Corner. La densidad de población era de 163,62 hab./km². De los 1651 habitantes, Mundys Corner estaba compuesto por el 99.58% blancos, el 0% eran afroamericanos, el 0% eran amerindios, el 0% eran asiáticos, el 0.06% eran isleños del Pacífico, el 0% eran de otras razas y el 0.36% pertenecían a dos o más razas. Del total de la población el 0% eran hispanos o latinos de cualquier raza.